# Charles Arnaud (prêtre)
Pour les articles homonymes, voir Arnaud et Charles Arnaud.
Charles Arnaud, né à Visan (France) le 3 février 1826 et mort à Pointe-Bleue (Québec, Canada) le 3 juin 1914, est un prêtre, oblat de Marie-Immaculée, missionnaire catholique, explorateur et taxidermiste.

## Biographie
Fils de Vincent Arnaud, agriculteur, et de Thérèse Lurie, Arnaud étudie au petit séminaire de Sainte-Garde, à Saint-Didier-les-Bains, au juniorat oblat de Notre-Dame de Lumières et au noviciat de Notre-Dame-de-l'Osier. Il fait sa profession perpétuelle en 1846. Après une année de théologie au grand séminaire de Marseille, il est envoyé au Bas-Canada, où il termine ses études à Longueuil. Il est ordonné prêtre à Bytown par Mgr Joseph-Bruno Guigues le 1er avril 1849.
Arrivés à Montréal en 1841, les Oblats cherchent à reprendre les missions auprès des Montagnais, des Algonquins et des Têtes-de-Boules qui ont été abandonnées par les Jésuites et les Récollets à la Conquête. Le père Arnaud, qui souhaitait devenir missionnaire, fait d'abord un voyage à la baie James avec le père Nicolas Laverlochère en 1849, avant d'être envoyé à Grande-Baie, puis aux Escoumins en 1852. Il est rejoint l'année suivante par le père Louis Babel, qui sera son compagnon de mission pendant près de 60 ans. Il tente sans succès de rejoindre les Naskapis, au cours de trois expéditions : en 1853, 1855 et 1858.
En 1857, il intervient afin de permettre à des colons acadiens chassés des Îles-de-la-Madeleine et arrivés sur la Côte-Nord à bord de la goélette Le Mariner, de s'établir à la Pointe-aux-Esquimaux, maintenant connu sous le nom de Havre-Saint-Pierre.
À la demande des Montagnais, le père Arnaud s'installe à demeure à Betsiamites en 1862, où il résidera pendant presque 50 ans. C'est à partir de cette base qu'il tentera de rejoindre le plus grand nombre d'Autochtones possibles.